# Hispanotherium
Hispanotherium був родом носорогів триби Elasmotheriini, що жив у Європі й Азії під час міоцену, з 16 до 7.25 млн років тому.

## Таксономія
Hispanotherium був введений Crusafont і Villalta (1947) для номінального виду "Rhinoceros" matritense. Азійська форма Huaqingtherium колись була віднесена до Hispanotherium, але з часом була визнана окремою.